# Sobór św. Makarego w Połtawie
Sobór św. Makarego – prawosławny sobór w Połtawie, katedra eparchii połtawskiej Ukraińskiego Kościoła Prawosławnego Patriarchatu Moskiewskiego.
Fundatorem obiektu był kupiec Lew Kolesnikow i jego żona Anastasija; cerkiew powstała w 1903, dwa lata po śmierci fundatora ze środków przeznaczonych na ten cel w jego testamencie. W 1904 gotowy obiekt poświęcił biskup połtawski i perejasławski Hilarion. W 1907 do obiektu dostawiono drugi ołtarz pod wezwaniem św. Eliasza. 
W latach 30. XX wieku władze stalinowskie zamknęły wszystkie cerkwie prawosławne w Połtawie, z wyjątkiem cerkwi św. Makarego. W 1962, po zniszczeniu soboru Przemienienia Pańskiego, stała się katedrą eparchii połtawskiej i otrzymała rangę soboru. 
We wnętrzu znajduje się dwurzędowy ikonostas.